# SICE
SICE (acronimo di Società Italiana Costruzioni Elettroniche) è una azienda italiana fondata nel 1980 con sede a Lucca che progetta, produce ed installa apparati per le telecomunicazioni nell'ambito ICT.
L'azienda produce dispositivi a microonde per reti WLAN di tipo HIPERLAN (alternativa europea al IEEE 802.11), offrendo soluzioni professionali per Wireless Internet service provider e System Integrator che impiegano i ponti radio per diffusione di ADSL via radio in zone affette da divario digitale, oltre a collegamenti aziendali multisede e applicazioni wireless per videosorveglianza.
Tra le attività dell'azienda, vi è la realizzazione di ponti radio PDH e ponti radio laser, ovvero ponti ottici digitali con bitrate fino a 622MBit/s, nonché di moduli personalizzati a radio frequenza dalla banda UHF fino a oltre 40 GHz.
SICE sviluppa anche software per la configurazione, il controllo e la gestione dei propri apparati. Un caso particolarmente rilevante è lo sviluppo dell'applicazione gratuita AirGHz per IPhone e IPad per la progettazione, calcolo e allineamento delle reti di ponti radio.
I prodotti più tecnologicamente avanzati sono però i dispositivi elettronici per il controllo del traffico aereo ATC che sono in grado di localizzazioni molto precise di target sfruttando algoritmi di multilaterazione o ADS-B sui segnali di Modo S emessi da aeromobili e veicoli.